# 1,6-Di-iodo-hexano
1,6-Diiodo-hexano é um composto químico de fórmula C6H12I2. Sua estrutura derivada da espinha dorsal do hexano e possui em ambas as extremidades da cadeia um átomo de iodo substituinte.

## Produção e síntese
O composto pode ser produzido pela reação do Hexano-1,6-diol com fósforo vermelho e iodo elementar.
Outra possibilidade é a reação de Finkelstein de 1,6-Dibromo-hexano com iodeto de sódio:
{\displaystyle \mathrm {Br{-}(CH_{2})_{6}{-}Br\ +\ 2\ NaI\ \longrightarrow \ } } {\displaystyle \mathrm {I{-}(CH_{2})_{6}{-}I\ +\ 2\ NaBr} }
O oxepano reage com o iodeto de sódio, sendo a abertura do anel catalisada por ácidos de Lewis ou ácidos de Bronsted, produzindo 1,6-diiodohexano.